# Rolf Ballof
Rolf Ballof (* 26. Januar 1938; † 31. Juli 2016 in Northeim) war ein deutscher Geschichtslehrer und Geschichtsdidaktiker.
Er besuchte von 1948 bis 1957 das Windthorst-Gymnasium in Meppen. Nach dem Studium wurde er Gymnasiallehrer. Von 1972 bis zur Pensionierung 2003 leitete er das Jacobson-Gymnasium Seesen. Von 1992 bis 2002 war er der Bundesvorsitzende des Verbandes der Geschichtslehrer Deutschlands. Er war Herausgeber und Autor von Schulbüchern. Besonders zur deutsch-jüdischen Geschichte forschte er als Historiker.
Ballof war Vorsitzender des FDP-Ortsvereins Northeim.

## Schriften (Auswahl)
- (Hg.): Geschichte des Mittelalters für unsere Zeit: Erträge des Kongresses des Verbandes der Geschichtslehrer Deutschlands "Geschichte des Mittelalters im Geschichtsunterricht", Quedlinburg, 20. – 23. Oktober 1999, Steiner, Stuttgart 2003 ISBN 978-3-515-08224-2
- Meike Berg / Rolf Ballof: Die Jacobson-Schule: Festschrift zum 200-jährigen Bestehen Der Jacobson-Schule in Seesen (1801-2001), Seesen 2001

## Beleg
1. ↑  Traueranzeige in der HNA

| Personendaten    | Personendaten                                 |
| ---------------- | --------------------------------------------- |
| NAME             | Ballof, Rolf                                  |
| KURZBESCHREIBUNG | deutscher Geschichtsdidaktiker und Historiker |
| GEBURTSDATUM     | 26. Januar 1938                               |
| STERBEDATUM      | 31. Juli 2016                                 |
| STERBEORT        | Northeim                                      |